# Walter Hendl

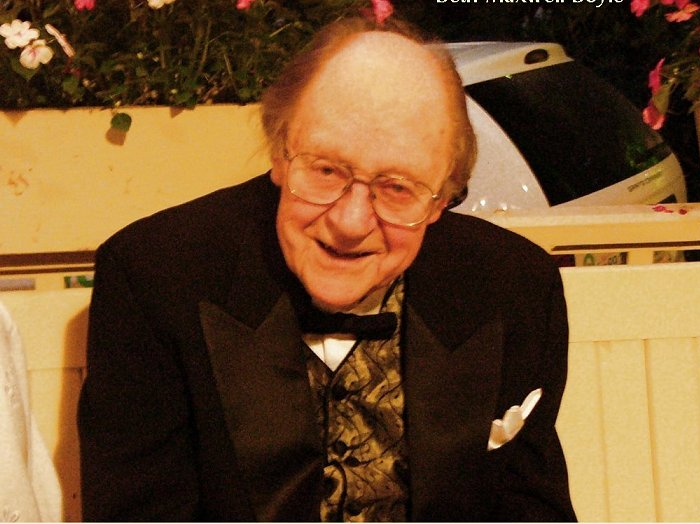
Walter Hendl (2004)

Walter Hendl (* 12. Januar 1917 in West New York, New Jersey; † 10. April 2007 in Harborcreek Township, Erie County, Pennsylvania) war ein US-amerikanischer Dirigent, Pianist und Komponist. Er war u. a. Musikdirektor des Dallas Symphony Orchestra und Direktor der Eastman School of Music.

## Leben
Hendl wurde 1917 als Sohn österreichisch-deutscher Einwanderer in West New York, New Jersey geboren und wuchs in Union Hill auf. 1933 erhielt er Klavierunterricht von Clarence Adler in New York City. 1936 gewann er den Klavierwettbewerb von New Jersey und studierte von 1937 bis 1941 mithilfe eines Stipendiums bei Józef Hofmann und David Saperton am Curtis Institute of Music in Philadelphia. 1939 wurde er Digierschüler von Fritz Reiner.
Von 1939 bis 1941 unterrichtete er am Sarah Lawrence College in Bronxville, New York. 1941/42 wechselte er als Pianist und Dirigent an das Berkshire Music Center in Tanglewood, das von Serge Koussevitzky geleitet wurde. 1942 trat er kurzzeitig in die US Army ein und etablierte eine Jazz- und eine Marching Band.
Ab 1945 war er unter Artur Rodziński und Bruno Walter ständiger Dirigent beim New York Philharmonic. 1947 wurde er Gastdirigent und Pianist beim Pittsburgh Symphony Orchestra. 1949 erhielt er eine Stelle als Musikdirektor beim Dallas Symphony Orchestra, die er bis 1958 eingenommen hatte. In den 1950er Jahren gab er mehrere Konzerte in Lateinamerika und den USA. Ab 1953 war er auch erster Gastdirigent des Sommerorchesters Chautauqua Symphony Orchestra. 1972 beendete er diese Tätigkeit wegen vorübergehender gesundheitlicher Probleme. Nebenbei betreute er auch noch unregelmäßig die Symphony of the Air, die er 1955, während einer Tournee durch Ostasien dirigierte.
1958 folgte Hendl dem Ruf seines ehemaligen Lehrers Fritz Reiner als Assistenzdirigent an das Chicago Symphony Orchestra und behielt diese Stelle bis 1964. Gleichzeitig war er von 1959 bis 1963 künstlerischer Direktor des Ravinia Festivals.
Hendl verließ das Chicago Symphony Orchestra 1964 und übernahm bis 1972 als Nachfolger von Howard Hanson die Stelle des Direktors an Eastman School of Music in Rochester, New York. Außerdem lehrte er an der Juilliard School in New York. Er war gleichzeitig künstlerischer Berater des Rochester Philharmonic Orchestra und dirigierte es auch gelegentlich. Ab 1976 war Hendl Musikdirektor an der Erie Philharmonic in Pennsylvania und ab 1990 Professor für Dirigat an der D’Angelo School of Music des Mercyhurst College in Erie.
Als Anwalt der zeitgenössischen Musik dirigierte er die Premiere Peter Mennins Symphony No. 3 mit den New Yorker Philharmonikern 1947, Bohuslav Martinůs Klavierkonzert Nr. 3 mit Rudolf Firkušný und der Dallas Symphony 1949, Heitor Villa-Lobos Cello Konzert Nr. 2 mit Aldo Parisot als Solist und dem New York Philharmonic Orchestra 1954 und die amerikanische Premiere Kabalewskis Requiem mit Studenten der Eastman School 1965. Hendl komponierte die Schauspielmusik für mehrere Bühnenstücke und etliche Orchester-Transkriptionen.
1954 wurde er Ehrendoktor des Cincinnati Conservatory of Music. Ab 1960 war er nationaler Schirmherr der Delta Omicron, einer internationalen Vereinigung professioneller Musiker. 1966 war er Juror beim Tschaikowski-Wettbewerb in Moskau, 1967 nahm er als Mitglied des „Committee of Honor“ am Schubert-Wettbewerb in Wien teil.
Seine meistverkauften Tonträger für RCA Victor waren Violinkonzerte mit den Solisten Jascha Heifetz, Henryk Szeryng und Erick Friedman und Klavierkonzerte mit Van Cliburn und Gary Graffman.
Hendl war dreimal verheiratet und Vater eines Kindes. Er starb an einem Lungen- und Herzleiden.